# Pozzo del Merro
Le Pozzo del Merro est un gouffre karstique situé dans la campagne au nord de Rome, dans la commune de Sant'Angelo Romano. Il est, avec ses 392 m, la deuxième grotte verticale sous-marine la plus profonde du monde.